# Ugolino da Orvieto
Ugolino da Orvieto (ou Urbevetano, ou Ugolino di Francesco da Orvieto, ou Ugolino da Forlì) (Forlì, vers 1380 – Ferrare, après 1457) est un compositeur et théoricien de la musique italien. On lui attribue l'invention de la portée à cinq lignes.

## Biographie
Né à Forlì, selon Flavio Biondo, il est le fils de Francesco, natif d'Orvieto. C'est pour cela qu'il est parfois appelé Urbevetano (c'est-à-dire "d'Orvieto"). Selon toute vraisemblance, il reçoit sa formation initiale à Forlì.
Ugolino, d'abord curé de l'Église de Saint Antoine Abate à Ravaldino, est compté parmi les chanoines de la cathédrale de Forlì en 1411. Il fait partie de la représentation du diocèse de Forlì au concile de Constance.
En 1416-1417, il est mentionné (avec Jacopo Masi de Forlì) comme prêtre-chanteur de Santa Maria del Fiore, la cathédrale de Florence.
De retour à Forlì, il devient archidiacre de la cathédrale et, apparemment, maître de chapelle (au moins ante litteram). En tout cas, en 1426, il se produit à Ferrare avec le chœur de la cathédrale de Forlì.
En 1427, il est vicaire épiscopal par intérim, en l'absence de l'évêque : le nouvel ordinaire diocésain sera Giovanni Caffarelli.
Il est témoin de l'incendie du 4 février 1428 qui a détruit une école à Forlì, et où, parmi de rares choses, la gravure sur bois de la Madone del Fuoco d'alors a été sauvée, un événement attribué par l'église à un miracle, le miracle de la Madonna del Fuoco.
En 1429, il est élu diacre à la cathédrale de Ferrare mais, en novembre de la même année, il réside toujours à Forlì.
Sa présence à Ferrare est attestée en mars 1431.
Il s'intéresse probablement aux événements politiques en embrassant la cause guelfe, c'est-à-dire le parti de l'Église. Il est alors contraint à l'exil pour être entré en conflit avec les Ordelaffi, seigneurs de Forlì, Gibelins.
En 1442, il réside  de manière définitive à Ferrare, où il meurt après 1457.

## Œuvres
Entre 1430 et 1440, il écrit un traité en cinq livres, Declaratio musicae Discipline, et des commentaires sur De musica mensurata.